# Scytalopus robbinsi
Scytalopus robbinsi là một loài chim trong họ Rhinocryptidae.